# Baliosus lycoides
Baliosus lycoides là một loài bọ cánh cứng trong họ Chrysomelidae. Loài này được Chapius miêu tả khoa học năm 1877.